# Silviu Dragomir

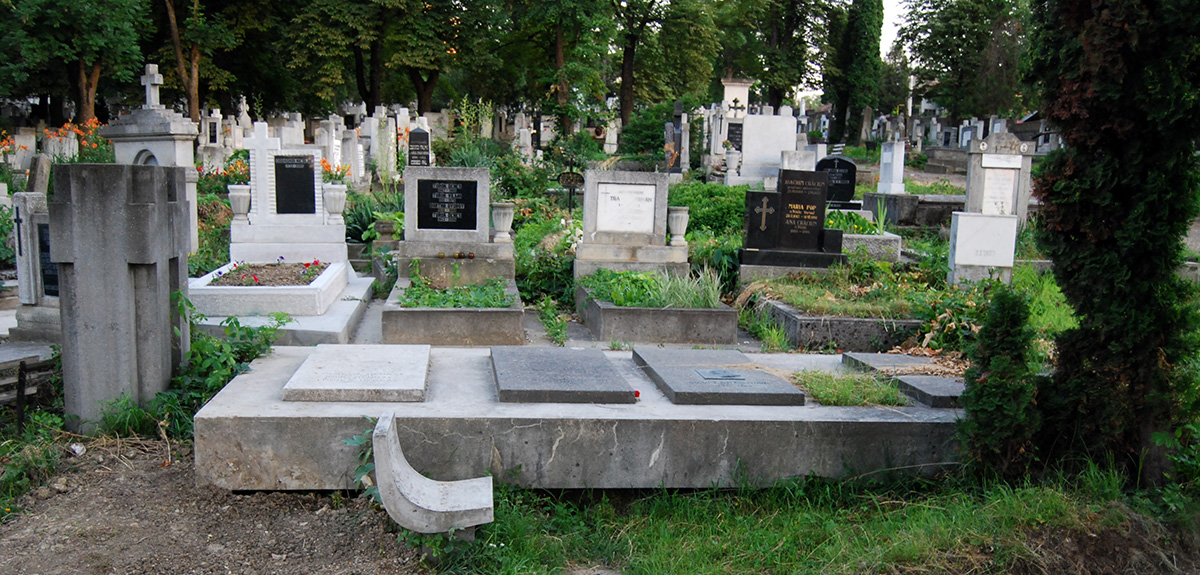
Mormântul familiei Dragomir, din cimitirul Hajongard din Cluj, realizat de arhitectul Ion Mircea Enescu

Silviu Dragomir (n. 13 martie 1888, Gurasada, Hunedoara – d. 23 februarie 1962, Cluj) a fost un academician român, istoric, om politic, membru titular (1928) al Academiei Române. Este unchiul filosofului Alexandru Dragomir, student al lui Martin Heidegger.

## Biografie
Silviu Dragomir s-a născut la 13 martie 1888, în localitatea Gurasada, unde tatăl său Simion Dragomir  era notar comunal. A fost elev al Liceului românesc din Blaj între anii 1897-1903 și al Gimnaziului Național Sârbesc din Novisad, unde a studiat limbile slave. În anul 1909 a absolvit Facultatea de Teologie din Cernăuți. În anul 1910 devine doctor în teologie. A fost istoric, membru al Academiei Române din 1928 și profesor universitar de istoria popoarelor din sud-estul Europei la Facultatea de istorie a Universității  din Cluj, între anii 1918-1947. La Universitatea din Cluj a îndeplinit funcții importante: prodecan, decan, prorector. A urmat studii universitare la Viena, Cernăuți și Moscova. În anul 1948 a fost eliminat din Academia R.P.R. 
Ca istoric, a avut o orientare eclectică. Silviu Dragomir a participat la Marea Adunare Națională de la Alba Iulia din 1 decembrie 1918, unde a îndeplinit funcția de secretar.
După Unire, a fost, în mai multe rânduri, ministru, în perioada 1937-1940, între care Ministru de Stat și Ministru al Minorităților. A fost ales deputat în Parlamentul României: în 1926 din partea Partidului Poporului, iar în 1939 din partea Frontului Renașterii Naționale.
Este autorul unor importante lucrări despre istoria Europei de Sud-Est, despre legăturile dintre Țările Române în epoca medievală, despre Revoluția de la 1848 din Transilvania, precum și al monografiei despre  conducătorul Revoluției de la 1848, din Transilvania, Avram Iancu.
După accederea comuniștilor la putere în România, Silviu Dragomir a fost arestat la 1 iulie 1949, fiind judecat în procesul Banca Agrară din Cluj, ce aparținuse PNȚ. A fost închis inițial în penitenciarul Caransebeș, iar în mai 1950 a fost transferat la penitenciarul din Sighet pe timp de 24 luni, detenția fiindu-i „justificată” abia peste un an, prin Decizia MAI nr. 334/1951; pedeapsa i-a fost majorată cu 60 luni, fiind acuzat că a fost ministru în guvernele  "burghezo-moșierești", conform Deciziei MAI nr. 559/1953. Eliberat în 1955, prin amnistia datorată Convenției de la Geneva, a trăit la Cluj, până în 1962. Soția sa, Flora (n. Herbay) a fost de asemenea condamnată la închisoare. După eliberarea lui Dragomir din închisoare a rămas fără pensie și fără locuința sa care a fost naționalizată. A reușit totuși să obțină un apartament în clădirea Institutului de Istorie al Academiei din Cluj. În 1957 și- recăpătat pensia.
S-a stins din viață la 23 februarie 1962 și a fost înmormântat la Cluj.

## Opere principale
- Relațiile bisericești ale românilor din Ardeal cu Rusia în veacul al XVIII, Sibiu, 1914, 56 p.;
- Istoria dezrobirii religioase a Românilor din Ardeal în secolul al XVIII-lea, vol. I, Sibiu, 1920;
- Vlahii și morlacii, 1924;
- Studii și documente privitoare la revoluția românilor din Transilvania în anii 1848 - 1849 4 volume, (1944 - 1946);
- Vlahii din nordul Peninsulei Balcanice în evul mediu, 1959;
- Avram Iancu, ediția a II-a, Editura Științifică, București, 1968;
- Românii din Transilvania și Unirea cu Biserica Romei, Cluj, 1990.